# ゴッド・ヘルプ・ザ・ガール
『ゴッド・ヘルプ・ザ・ガール』（God Help the Girl）は、2014年のイギリスの青春ミュージカル映画。ロックバンド『ベル・アンド・セバスチャン』のスチュアート・マードックが2009年にリリースした同名ソロアルバムを原作として自らが脚本と監督を務め、2014年サンダンス映画祭で審査員特別賞を受賞した。また、2014年ベルリン国際映画祭、2014年サウス・バイ・サウスウエストで正式出品された。

## ストーリー
スコットランドのグラスゴーのとある街。
少女イヴ(エミリー・ブラウニング)は拒食症の治療のため入院していた。ある日、イヴは病院を抜け出しライヴハウスへ行く。そこでイヴはジェームズ(オリー・アレクサンダー)に出会う。さらにジェームズが音楽を教えているキャシー(ハンナ・マリー)を紹介してもらい、3人は一緒に音楽を作り出す。

## キャスト
| 役名       | 俳優                   |
| ---------- | ---------------------- |
| イヴ       | エミリー・ブラウニング |
| ジェームズ | オリー・アレクサンダー |
| キャシー   | ハンナ・マリー         |

## 公開
2014年1月18日、2014年サンダンス映画祭のワールドシネマドラマ部門のコンペティションで上映された。
2015年8月1日、日本での全国上映が開始された。

## 受賞とノミネート[4]
| 賞                             | 部門                     | 結果                                  |
| ------------------------------ | ------------------------ | ------------------------------------- |
| 2014年サンダンス映画祭         | ワールドシネマドラマ部門 | グランプリノミネート/審査員特別賞受賞 |
| 2014年ベルリン国際映画祭       | ジェネレーション部門     | クリスタル・ベア賞ノミネート          |
| 2014年ニューポートビーチ映画祭 |                          | 音楽賞受賞                            |
| 2014年シアトル国際映画祭       |                          | 若手フューチャーウェーブ賞ノミネート  |